# Hubara saharyjska
Hubara saharyjska, hubara (Chlamydotis undulata) – gatunek dużego ptaka z rodziny dropi (Otididae), zamieszkujący północną Afrykę i Wyspy Kanaryjskie. Jest narażony na wyginięcie.

## Systematyka i zasięg występowania
Zasięg występowania jest inny dla każdego z dwóch podgatunków:
- Chlamydotis undulata undulata – Mauretania, Sahara Zachodnia, Maroko, Algieria, Tunezja, Libia oraz Egipt (Nil stanowi wschodnią granicę jego zasięgu). W przeszłości był odnotowywany również w Sudanie[3].
- Chlamydotis undulata fuertaventurae – zamieszkuje wyłącznie wschodnie Wyspy Kanaryjskie[3].

Dawniej do gatunku tego zaliczano jeszcze jeden podgatunek – Chlamydotis undulata macqueenii, jednakże w 2002, po przeprowadzeniu badań genetycznych stwierdzono, iż należy go uznać za oddzielny gatunek. Nazwano go hubarą arabską (Chlamydotis macqueenii). Między nim a Chlamydotis undulata występują różnice w głosie oraz w zachowaniach godowych. Hubara arabska jest ponadto nieco większa i ma jaśniejsze ubarwienie.

## Morfologia
Dorosły samiec waży 1,8–3,2 kg, samica 1,2–1,7 kg. Długość ciała samca: 65–75 cm, samicy: 55–65 cm. Rozpiętość skrzydeł waha się w zakresie 115–150 cm.
Najbardziej zewnętrzne pióra są białe z czarnymi końcówkami. Upierzenie górnej części tułowia ma barwę od piaskowej do płowożółtej z szerokimi, czarnymi pasami. Na piersi pióra są szare, na dolnej części tułowia – białe.
Hubara jest jednym z gatunków dropi, u których dymorfizm płciowy jest praktycznie niezauważalny i przejawia się jedynie w kilku cechach. Jedną z nich jest różnica w wielkości oraz masie osobników poszczególnych płci. Samca wyróżniają także, dłuższe niż u samicy, białe i czarne smugi na piórach po bokach szyi.

## Ekologia

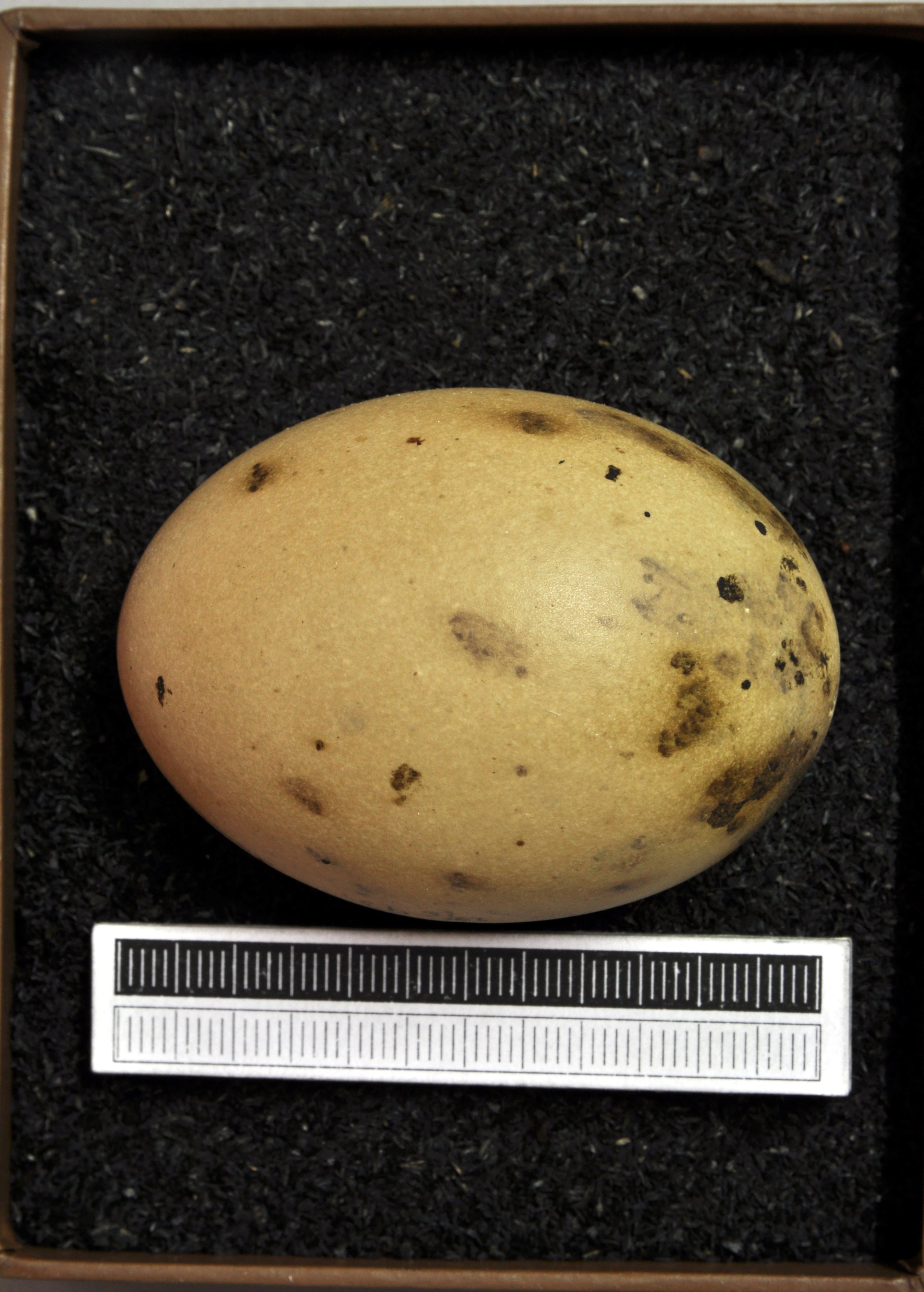
Jajo z kolekcji muzealnej

Habitatem obu podgatunków są półpustynie, otwarte tereny trawiaste, pola uprawne, a także jałowe równiny oraz stepy.
Hubara prowadzi osiadły tryb życia. Poza sezonem lęgowym żyje w stadach liczących od 4 do 10 osobników (choć czasami zdarzają się także większe). Skupianie się w grupkach ułatwia jej żerowanie oraz zapewnia możliwość bezpiecznego odpoczynku. Żywi się zarówno owocami, nasionami, pędami, liśćmi oraz kwiatami, jak również dużymi owadami, pająkami, wijami, a nawet małymi jaszczurkami czy wężami.
Podczas toków samiec hubary stroszy swoje długie, nitkowate pióra, znajdujące się na czubku głowy oraz bokach szyi. Młode po wykluciu potrzebują około 5 tygodni, aby ich ciało pokryło już kompletne upierzenie. Pod opieką samicy pozostają od 35 do 55 dni, opuszczają ją jesienią.

## Status, zagrożenie i ochrona
Międzynarodowa Unia Ochrony Przyrody (IUCN) klasyfikuje hubarę saharyjską jako gatunek narażony na wyginięcie (VU). Główną przyczyną spadku liczebności populacji jest wzrost intensywności polowań (szczególnie na jej zimowiskach), związany z coraz większą popularyzacją broni palnej oraz pojazdów terenowych na obszarach jego występowania. Znaczną rolę odgrywa także niszczenie naturalnych środowisk (podobnie jak w przypadku innych dropi).